# Beurre blanc

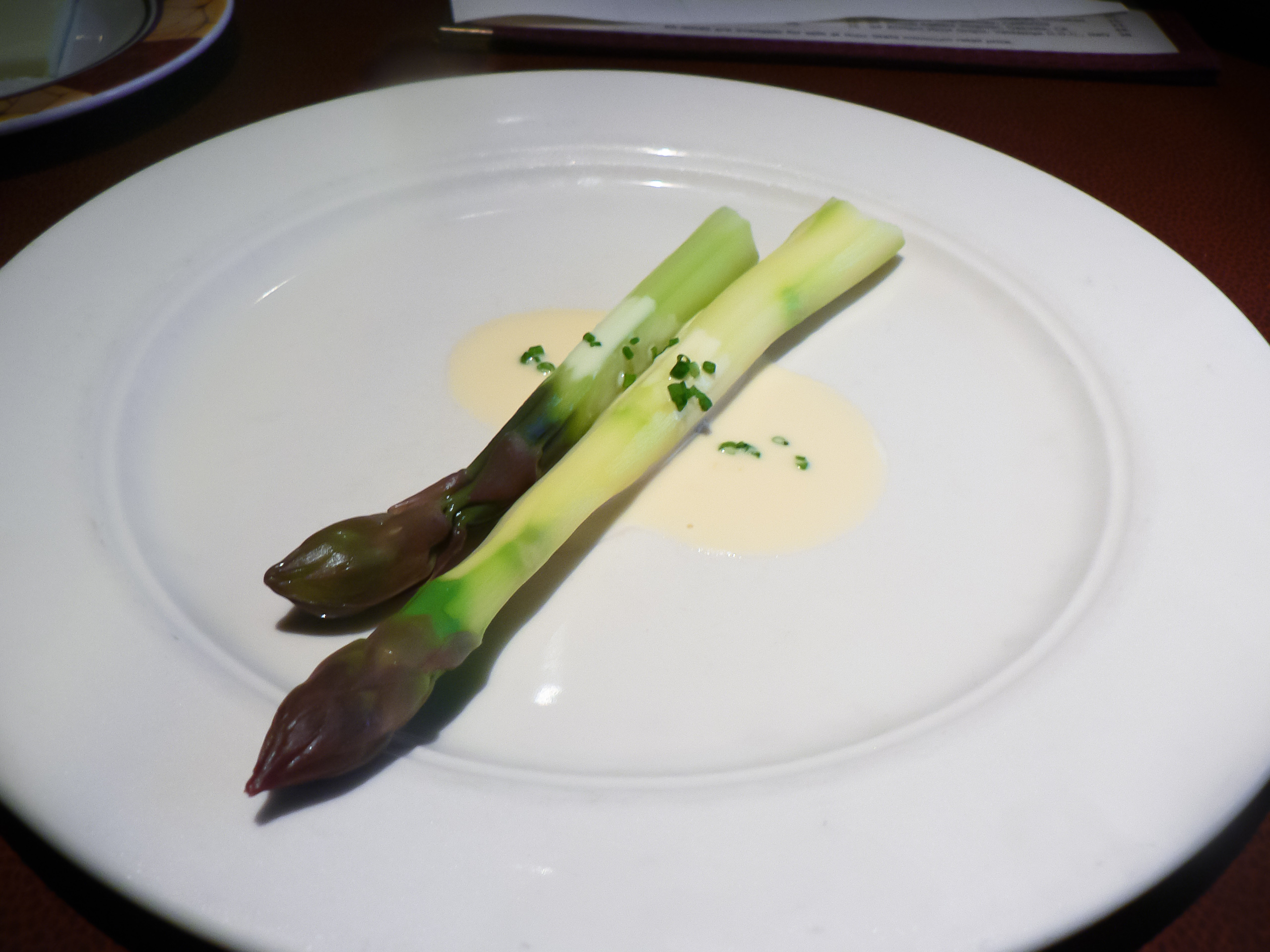
Grüner Spargel mit Beurre blanc

Beurre blanc (deutsch „weiße Butter“, in Frankreich auch als „Beurre nantais“ bezeichnet) ist eine klassische Buttersauce der französischen Küche, die vor allem zu Fisch und hellem Geflügel serviert wird. Sie unterscheidet sich von den warm aufgeschlagenen Saucen dadurch, dass sie kein Ei enthält.
Zur Zubereitung werden zuerst feingehackte Schalotten angedünstet. Dabei dürfen sie keine Farbe annehmen. Trockener Weißwein und eventuell Weinessig werden hinzugegeben und alles stark reduziert. Bei pochierten Gerichten kann auch die Kochflüssigkeit verwendet werden. Je nach Rezept wird noch etwas Crème fraîche oder Sahne mitgekocht. Ist alles soweit abgekühlt, dass sich der Topf anfassen lässt, wird bei sehr milder Temperatur mit dem Schneebesen nach und nach Butter untergeschlagen, idealerweise in einer Bain-Marie, bis eine cremige Sauce entsteht. Dabei muss die Temperatur genau kontrolliert werden, die Butter darf nicht glasig schmelzen, sondern muss schaumig weiß bleiben. Gewürzt wird Beurre blanc mit Salz und  weißem Pfeffer, in Varianten können noch frische Kräuter hinzugegeben werden. Zuletzt kann die Sauce noch durch ein Sieb gegeben werden.